# Ленінський (Якутія)
Ленінський (рос. Ленинский) — селище міського типу Алданського улусу, Республіки Саха Росії. Входить до складу Міського поселення селища Ленінський.
Населення — 1762 особи (2015 рік).
Засноване 1929 року.